# Муштукова, Ольга Яковлевна
Ольга Яковлевна Муштукова (1916, Петроград — ?) — закройщица ленинградской обувной фабрики «Скороход». Инициатор социалистического соревнования за экономию материалов. Лауреат Сталинской премии (1950).

## Биография
Ольга Муштукова родилась в 1916 году в Петрограде в семье рабочего Семянниковского завода и швеи. В 1931 году окончила школу-семилетку и поступила в фабрично-заводское училище на специальность закройщицы. Через два года окончила училище и пошла работать в закройный цех обувной фабрики «Скороход». Вскоре присоединилась к стахановскому движению, стала обучать других работниц своим приёмам труда.
После начала Великой Отечественной войны оказалась в блокадном Ленинграде, во время которой погиб её муж. В 1942 году Ольга Муштукова с ребёнком была эвакуирована в Сибирь, работала закройщицей на обувной фабрике в Ишиме. В 1944 году вернулась в Ленинград, где вновь стала работать на фабрике «Скороход».
В 1946 году по предложению Ольги Муштуковой в её цехе впервые были организованы специализированные бригады с закреплённым за каждым закройщиком постоянным ассортиментом. Благодаря этому работники могли хорошо изучить особенности раскраимаевого товара и разработать наиболее экономные способы укладки деталей кроя. В 1948 году предложила открыть лицевые счета экономии для каждого рабочего не только в единицах материала, но и в рублях. Это предложение получило широкую поддержку и вскоре было подхвачено другими предприятиями города. Благодаря инициативе Ольги Муштуковой в 1948 году фабрика «Скороход» дала на 3357 тысяч рублей сверхплановой экономии больше, чем предполагалось ранее. За 11 месяцев 1949 года на фабрике «Скороход» были открыты 791 бригадный и 833 индивидуальных счетов экономии, а работники сэкономили материалов на 6 901 874 рублей. Бригада Ольги Муштуковой, состоящая из пяти человек, сэкономила 656 008 дм² верхних кожтоваров стоимостью 432 963 рублей. За разработку рациональных методов организации труда и производства в лёгкой промышленности, обеспечивших улучшение качества продукции и экономию сырья и материалов Ольга Муштукова в 1950 году была удостоена Сталинской премии третьей степени.
В 1947 году Ольга Муштукова вступила в КПСС. В 1950 году была делегатом Второй Всесоюзной конференции сторонников мира. Избиралась членом Ленинградского горкома партии, депутатом Ленинградского городского совета, была членом Областного совета профсоюзов.
В 1950 году окончила курсы мастеров-технологов и стала мастером в своём цехе. На протяжении 20 лет возглавляла передовую смену. Неоднократно награждалась значком «Отличник лёгкой промышленности РСФСР». Награждена медалями «За оборону Ленинграда» и «В ознаменование 100-летия со дня рождения Владимира Ильича Ленина».

## В искусстве
В 1952 году художник Владимир Ильич Малагис выполнил портрет Ольги Муштуковой (ныне в собрании Музея политической истории России).

## Сочинения
- Муштукова О. Я. В борьбе за экономию материалов. — Л.: Лениздат, 1954.